# Allmendingen (Landschaftsschutzgebiet)
Das Landschaftsschutzgebiet Allmendingen ist ein mit Verordnung der Unteren Naturschutzbehörde beim Landratsamt Alb-Donau-Kreis vom 12. Juli 2005 ausgewiesenes Landschaftsschutzgebiet (LSG-Nummer 4.25.135).

## Lage und Beschreibung
Das 991,2174 Hektar große Gebiet besteht aus sieben Teilen und umgibt die Gemeinde Allmendingen nahezu vollständig. Das Gebiet gehört zu den Naturräumen Hügelland der unteren Riß und Mittlere Flächenalb.
Laut Steckbrief handelt es sich um gemeindeübergreifende charakteristische, reich strukturierte Landschaftsräume mit besonders markant ausgeprägten Landschaftsformen, Nutzungsverteilungen und hoher Biotopvielfalt. Lokal, regional und überregional bedeutsamer Erholungsraum.
Im Norden grenzt das Naturschutzgebiet Schmiechener See und im Süden grenzt das Naturschutzgebiet Umenlauh an das Landschaftsschutzgebiet. Teile des FFH-Gebietes Tiefental und Schmiechtal und das Vogelschutzgebiet Täler der Mittleren Flächenalb
Teile des FFH-Gebiets Tiefental und Schmiechtal sowie die flächenhaften Naturdenkmale Fels „Böllisburren“ und Wacholderheide liegen im Landschaftsschutzgebiet.

## Schutzzweck
Schutzzweck ist gemäß Schutzgebietsverordnung
- die durch das reich strukturierte Landschaftsbild und den ausgewogenen Naturhaushalt bedingte Vielfalt, Eigenart und Schönheit der Landschaftsteile zu erhalten,
- die typischen, landschaftsbildprägenden und ökologisch wertvollen Kulturlandschaftselemente wie Waldflächen, Feldhecken, Feldgehölze, Feldraine, Steinriegel, Einzelbäume, Baumgruppen, Streuobstwiesen, Magerrasen, Wacholder, Felsen, Gewässerläufe, Ufergehölze und Röhrichte zu erhalten,
- die unverbauten und landschaftsästhetisch wertvolle Teile der Allmendinger Gemarkung als lokal und regional bedeutsame Erholungsräume zu erhalten,
- Teilabschnitte einer gemeindeübergreifenden charakteristischen Landschaft mit besonders markant ausgeprägten Landschaftsformen, Nutzungsverteilungen und hoher Biotopvielfalt zu erhalten.